# Deroplia varii
Deroplia varii là một loài bọ cánh cứng trong họ Cerambycidae.